# Алем Ћурин
Алем Ћурин (Сплит, 8. септембар 1953) награђивани је стрип-аутор, цртач, сликар, вајар, илустратор, графички дизајнер и писац из Хрватске.

## Биографија
Поријеклом везан за Хвар, рођен је и одрастао у Сплиту, на Бачвицама.
Матурирао је у сплитској гимназији „Натко Нодило” те након матуре уписује више факултета, али се на крају одлучује на студиј графике на Академији ликовних умјетности у Загребу. Године 1978. прекида студије и враћа се у Сплит да би се посветио стрипу.
Током 1980-их повремено објављује у омладинским листовима Омладинска искра и Студентски лист, а једну је годину провео радећи као рибар на кочарици.
Неко вријеме проводи у Паризу као "умјетнички емигрант", а у Сплит се враћа 1987. године. Почетком 1991. постаје графички дизајнер за Хрватско народно казалиште у Сплиту; аутор је већине плаката казалишне продукције за ХНК те Сплитско љето све до краја деведесетих. Те исте године постаје сарадник „Профила“, подлистка Недјељне Далмације, као илустратор и графички уредник, а током те године оснива и самосталну графичку радионицу Think Ink.
Године 1993. након контроверзне приватизације Слободне Далмације прелази у најнаграђиванији хрватски недељник Ферал трибјун гдје остаје до престанка излажења листа 2008. У друштву Ивице Иванишевића и Анте Томића 1997. године покреће културни часопис Торпедо, клицу из које је касније израстао ФАК.
Члан је и неформалне књижевне дружине "Уторкаши" те коаутор збирки кратких прича које дружина издаје. Посљедњих двадесетак година повремено објављује текстове о стрипу и његовим феноменима у различитој штампи (Ферал трибјун, Слободна Далмација, Зарез, Квадрат).
Данас је стални сарадник Самосталног српског тједника Новости из Загреба. Такођер је аутор серије од 10 плаката за 59. Сплитско љето 2013. године.
Као самопрозвани стрипер који се никада није престао бавити ауторским стрипом, Ћурин га држи својом првом професионалном љубави, премда у том медију није доживио већи комерцијални успјех. Иза њега је преко тисућу политичких и осталих илустрација, али већина његових стрипова је или необјављена или изложена у галеријама.

## Награде
- 1981: 3. награда за стрип, Монтреал
- 1983: Награда за инсталацију, Сплитски салон, Сплит
- 2004: 2. награда за стрип, Цртани романи шоу, Загреб
- 2008: , Међународни салон стрипа, Београд